# Emilio Florencio Cárdenas
Emilio Florencio Cárdenas (Buenos Aires, 2 de enero de 1883-ibídem, 17 de mayo de 1963) fue un abogado y empresario argentino, que ocupó diversos cargos públicos entre los que se destaca el de presidente del Banco Central de la República Argentina entre el 6 de diciembre de 1945 y el 25 de marzo de 1946, durante la presidencia de Edelmiro J. Farrell.

## Biografía
Nació en Buenos Aires, hijo de Emilio Cárdenas, perteneciente a una familia patricia de Buenos Aires, y de la española Filomena Mallol. Se recibió de Abogado en la Universidad de Buenos Aires en 1909, institución donde también llegó a ser profesor de derecho administrativo. Fue director de asuntos legales del Banco Hipotecario, entidad bancaria de la que también integró su directorio. Fue abogado de empresas de ferrocarriles, antes de que estos fueran estatizados en la década de 1930, así como también vicepresidente de la Compañía Azucarera de Tucumán, de 1932 a 1935. Asimismo, fue miembro del directorio de la Sociedad Rural Argentina, de 1933 a 1934. Presidió la comisión redactora del Código Rural de la Provincia de Buenos Aires en esa misma época.
Su designación como presidente del Banco Central se dio durante la presidencia de facto de Edelmiro J. Farrell, ocupando el cargo de 1945 a 1946. Cesó en el cargo con la asunción de Juan Domingo Perón y la designación de Miguel Miranda.
Paralelamente militó en Acción Católica Argentina, llegando a integrar su junta central. Promotor de la educación católica, integró asociaciones de educación católica, así como también presidió el Patronato de la Infancia en 1937. Por su actividad recibió la Orden de San Gregorio Magno, otorgada por la Santa Sede, en grado de caballero. Se casó con Sara Montes de Oca, con ella tuvo tres hijos. Su esposa se destacó por su participación en el Congreso Eucarístico Internacional de 1934. Uno de sus nietos es el diplomático Emilio Jorge Cárdenas.
Un colegio privado lleva su nombre en su homenaje en el barrio porteño de Flores, fue fundado en 1977, siguiendo preceptos de enseñanza católicos.